# Gaewern Slate Mine
Die Gaewern Slate Mine ist eine aufgegebene Mine in Nordwales, die durch Urbexing bekannt geworden ist und dort als Cavern of the Lost Souls bezeichnet wird. Sie befindet sich südöstlich von Corris Uchaf an der Straße nach Corris in Gwynedd. In ihr wurde Schwarzschiefer gewonnen. Sie wurde in der ersten Hälfte des 19. Jahrhunderts von der Merionethshire Slate Company betrieben. 1873 waren 200 Mann beschäftigt. Sie wurde später mit der Braich Goch Slate Mine konsolidiert.
Ein Steinbruch befindet sich in einer großen unterirdischen Halle, die im unteren Bereich mit Wasser gefüllt ist. Durch einen etwa 70 m tiefen Schacht wurde eine Menge Metallschrott in das Bergwerk verbracht. Die Halle war eine Zeit lang vom Gemeinderat als Mülldeponie genutzt worden. Alte Autos, Kühlschränke, alte Fernseher und andere Haushaltsgegenstände wurden durch einen Schacht in die Halle gekippt, türmten sich vor und unter dem Wasser auf.